# Quaderno scolastico

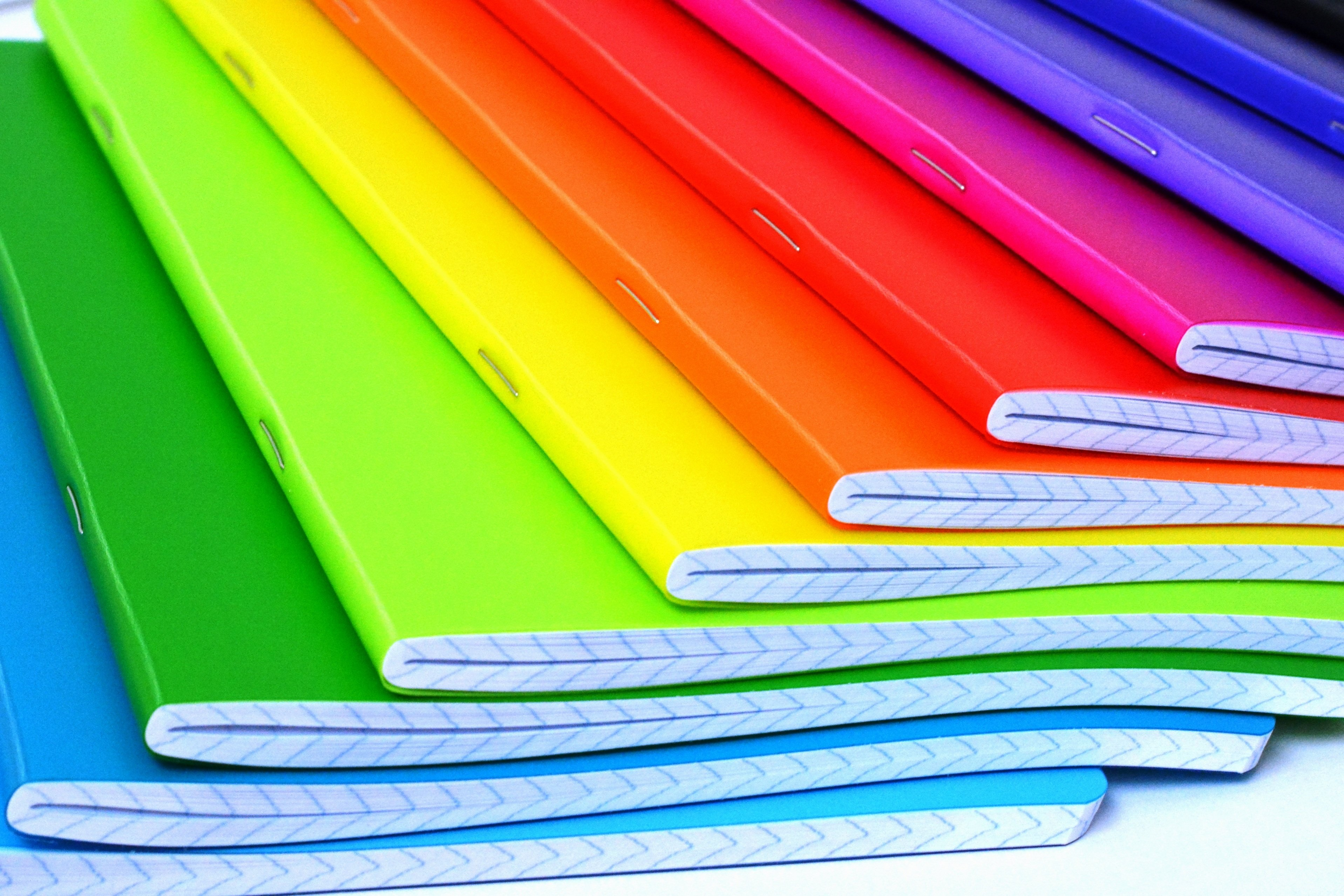
Quaderni con la copertina colorata

Un quaderno scolastico è un oggetto di cancelleria, usato dagli studenti per svolgere esercizi in classe o compiti a casa. I quaderni scolastici si distinguono per formato, grammatura e rigatura, oltre che per la copertina, che è spesso colorata, e che a volte raffigura immagini di personaggi dei cartoni animati, del cinema, dei fumetti, linee di giocattoli o immagini di altro tipo.

## Formato e grammatura
I formati principali dei quaderni scolastici sono A4 (210 × 297 mm), chiamato anche "quadernone" e A5 (148 × 210 mm). Le grammature più diffuse sono 100 grammi, che è più resistente alle cancellature, e 80 grammi, dai fogli leggermente più leggeri.

## Rigatura
La rigatura è principalmente di due tipi: i quaderni a righe servono prevalentemente per scrivere, e quindi sono usati per le materie letterarie come l'italiano. L'ampiezza delle righe è variabile. In genere, in prima e seconda elementare viene usato un quaderno con una riga verticale come margine e due righe che contengono il testo scritto, righe che sono più strette nel quaderno di terza. Dalla quarta elementare in avanti il foglio presenta una sola riga su cui scrivere, e per le medie e superiori si utilizza più spesso una rigatura senza margine.
I quaderni a quadretti sono usati invece per gli esercizi di matematica, in quanto i quadretti facilitano l'allineamento dei numeri. Anche questo tipo di rigatura varia a seconda delle classi. Le principali sono i quadretti di 1cm, usata in prima elementare, e da 5 e 4mm, usate a partire dalla terza.

## Rilegatura
Anche la rilegatura può variare. I modelli più comuni sono rilegati con graffette, ma ne esistono versioni rilegate con spirale o ad anelli apribili (nel qual caso si parla più correttamente di "raccoglitori"), che hanno il vantaggio di rendere i singoli fogli distaccabili. Più rara è la rilegatura in brossura.